# Larry Keith

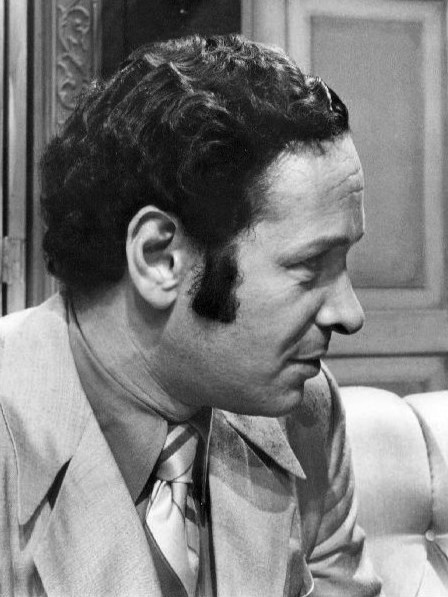
Retrato de Larry Keith durante as filmagens de All My Children em 1972

Larry Keith (1 de março de 1931 - 18 de julho de 2010) foi um ator norte-americano.